# Karl von Abel
Karl von Abel (Wetzlar, 17 settembre 1788 – Monaco di Baviera, 3 settembre 1859) è stato un politico tedesco.

## Biografia
Funzionario e poi membro del Consiglio di reggenza della Grecia, tra il 1832 e il 1834, fu Ministro dell'interno e del Culto in Baviera nel 1837. Dimesso dal ministero degli Interni nel 1846 perché combattuto da protestanti e liberali, nel 1847 fu dimesso anche dal ministero del Culto per aver rifiutato la cittadinanza a Lola Montez. In seguito fu ambasciatore a Torino; nel 1848 fu portavoce degli ultramontani nel parlamento bavarese.